# クリステン・コル

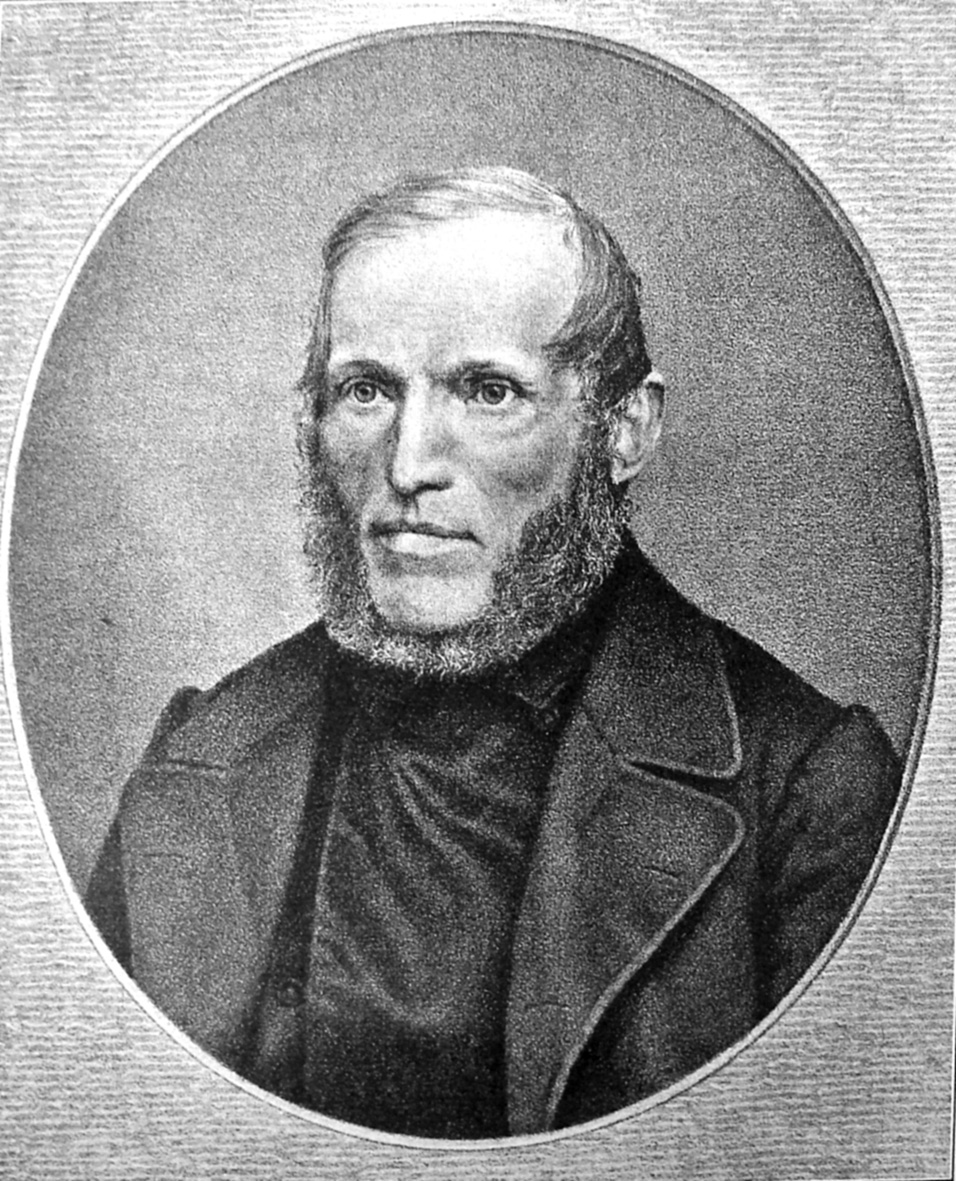
クリステン・コル

クリステン・コル（Christen Kold、1816年3月29日-1870年4月6日）は、デンマークのオルタナティブ教育の創始者、最初のフォルケホイスコーレ（民衆のための高等教育学校）の創始者。

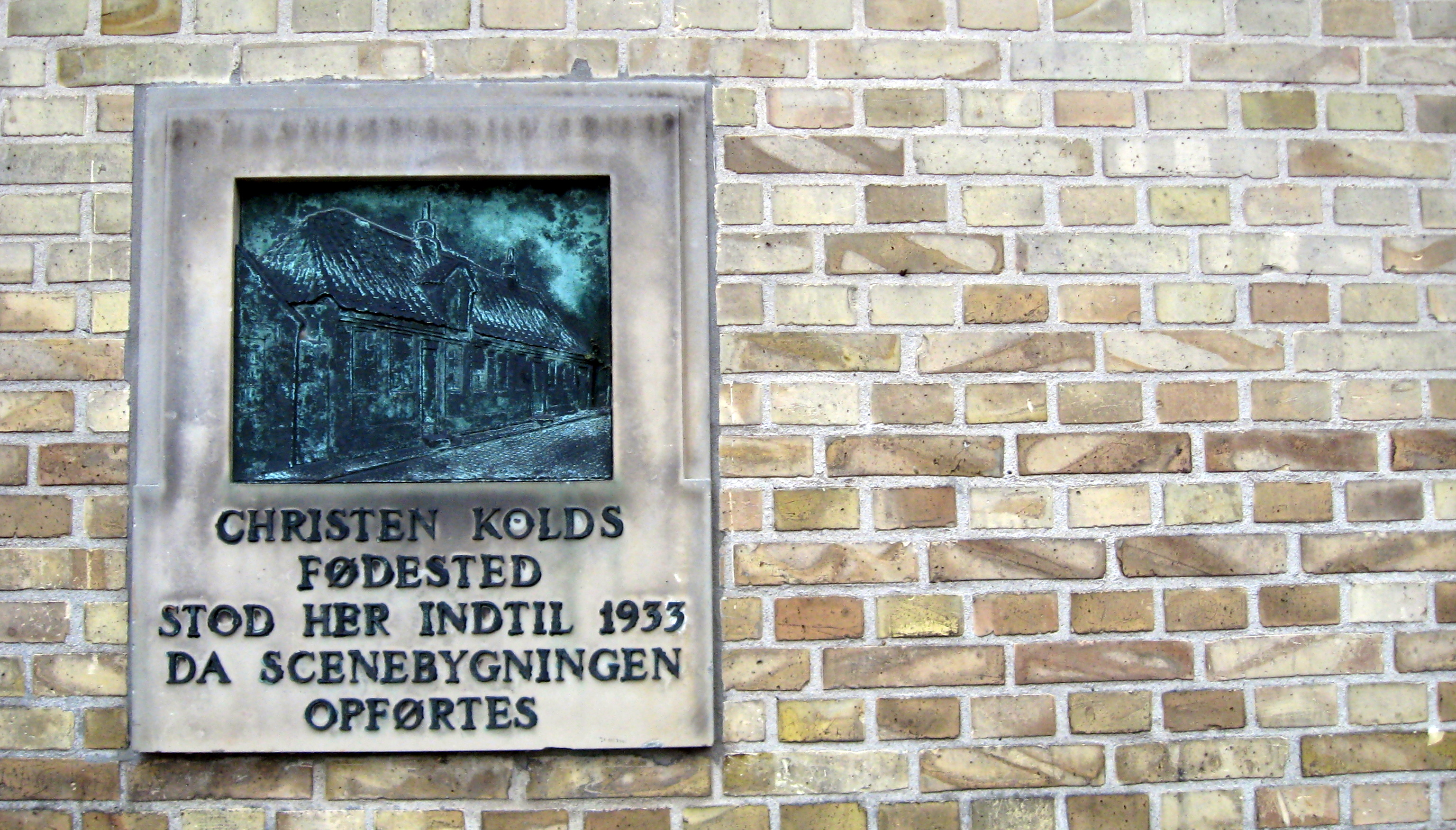
ティステテズのコルの生家に掛けられたプレート

## 生涯
デンマークのユトランド半島のヴェンシュセルチュー島西部の町ティステテズ（Thisted）の靴屋ミケル・クリステンセン・コルとその妻の息子として生まれる。教員を目指しスネステズ師範学校に入学。校長は、グルントヴィ派の牧師で、ペスタロッチの教育思想をデンマークに積極的に導入しようとしたゲアハート・ブラマーだった。コルは、成績が振るわず、卒業後は、家庭教師、夜間学校の教師などを数年にわたり勤める。1842年から1847年まで、コペンハーゲンで製本技術を学んだ後、トルコのスミルナ（現在の地名は、イズミール）に旅をし、最初は伝道師の召使として、後に製本業者として5年現地に滞在。その後、イタリアのトリエステまで船で行き、そこからは徒歩で、ティステズまで戻る。その後は、またいくつかの牧師の家で家庭教師をし、1850年、フュンの旧知の牧師ヴィルヘルム・ビルケダールの家で、家庭教師、兼夜間教員となる。ここで、『子どもの学校論』を執筆。子どもの教育に関する論文コンクールへの応募原稿だが、入賞することなく、彼の没後、出版された。

## 学校開設後
1851年、リュスリンゲに古い農民の家を購入し、それを乏しい費用で改装してホイ・スコーレを開校、この学校は、これから10年存続する。翌1852年にはフュンの北部にもフリースクール開校。1853年、ケアテミンネ（Kerteminde）近郊のダルビュ（Dalby）のフリースクーレの父母会の要望で、コルのホイスコーレがダルビュに移転する。コルはこの地でホイスコーレとフリースコーレを9年間運営する。多くの学生が彼のもとに集まり、彼らは卒業して、故郷に戻り、さらにフリースコーレを増やしていく。コルの学校は、支持者を増やし、1863年には、オーデンセの近くのデーロム（Dalum）に募金により大きなホイスコーレを新設、そこに活動の拠点を移し、デンマーク国内ではかなり知られた教育者になった。1865年、コル48歳で、21歳の娘クリスティーネと結婚。1866年、グルントヴィによりコペンハーゲンでの「同士の集い」の大会の講演者として招かれる。1870年、デーロムで54歳で病気により亡くなり、墓所はそこの教会にある。彼には娘が2人あった。

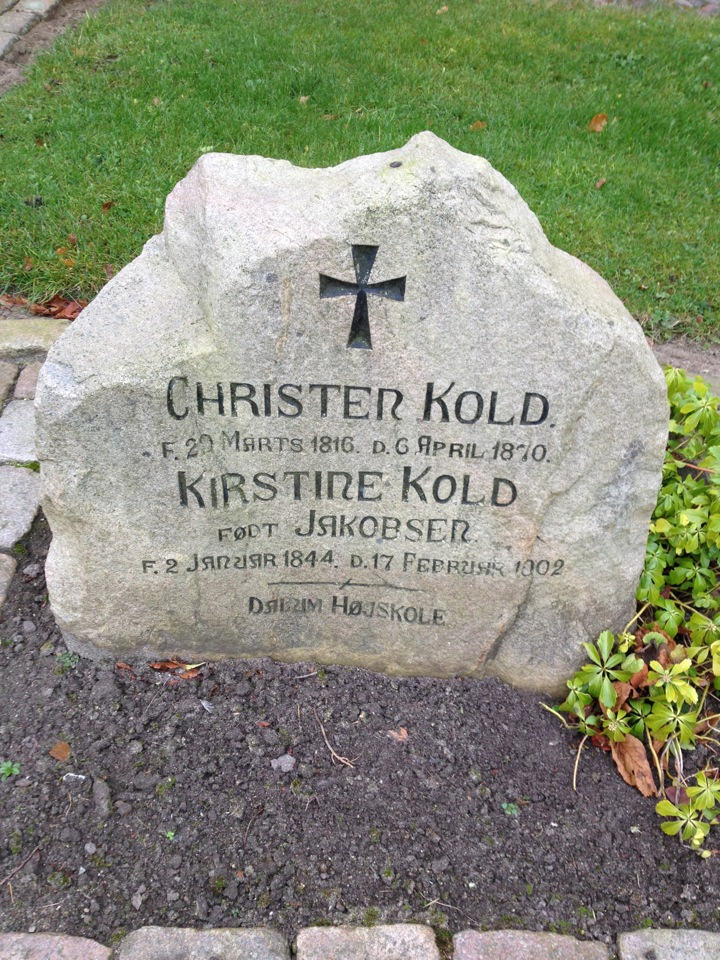
クリステン・コルとその妻クリスティーネの墓石、オーデンセのダルム教会の墓地にある

## 評価
彼は、ニコライ・フレデリク・セヴェリン・グルントヴィと並んでデンマークのホイ・スコーレとフリースクール運動の生みの親として、デンマークの学校教育の礎を築いた人として知られている。